# Graphium delesserti
Graphium delesserti är en fjärilsart som först beskrevs av Guérin-Méneville 1839.  Graphium delesserti ingår i släktet Graphium och familjen riddarfjärilar. Inga underarter finns listade i Catalogue of Life.

## Bildgalleri

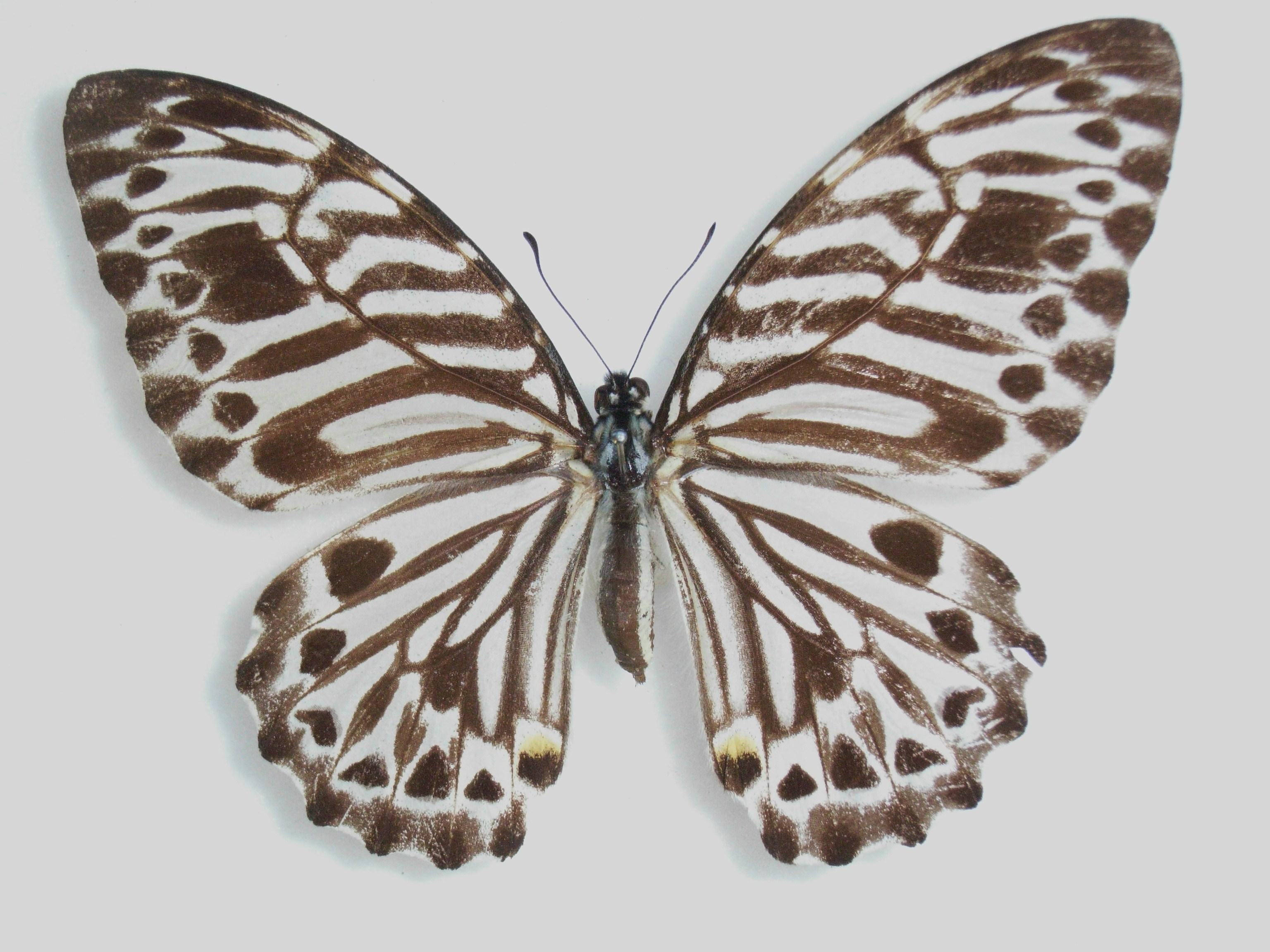
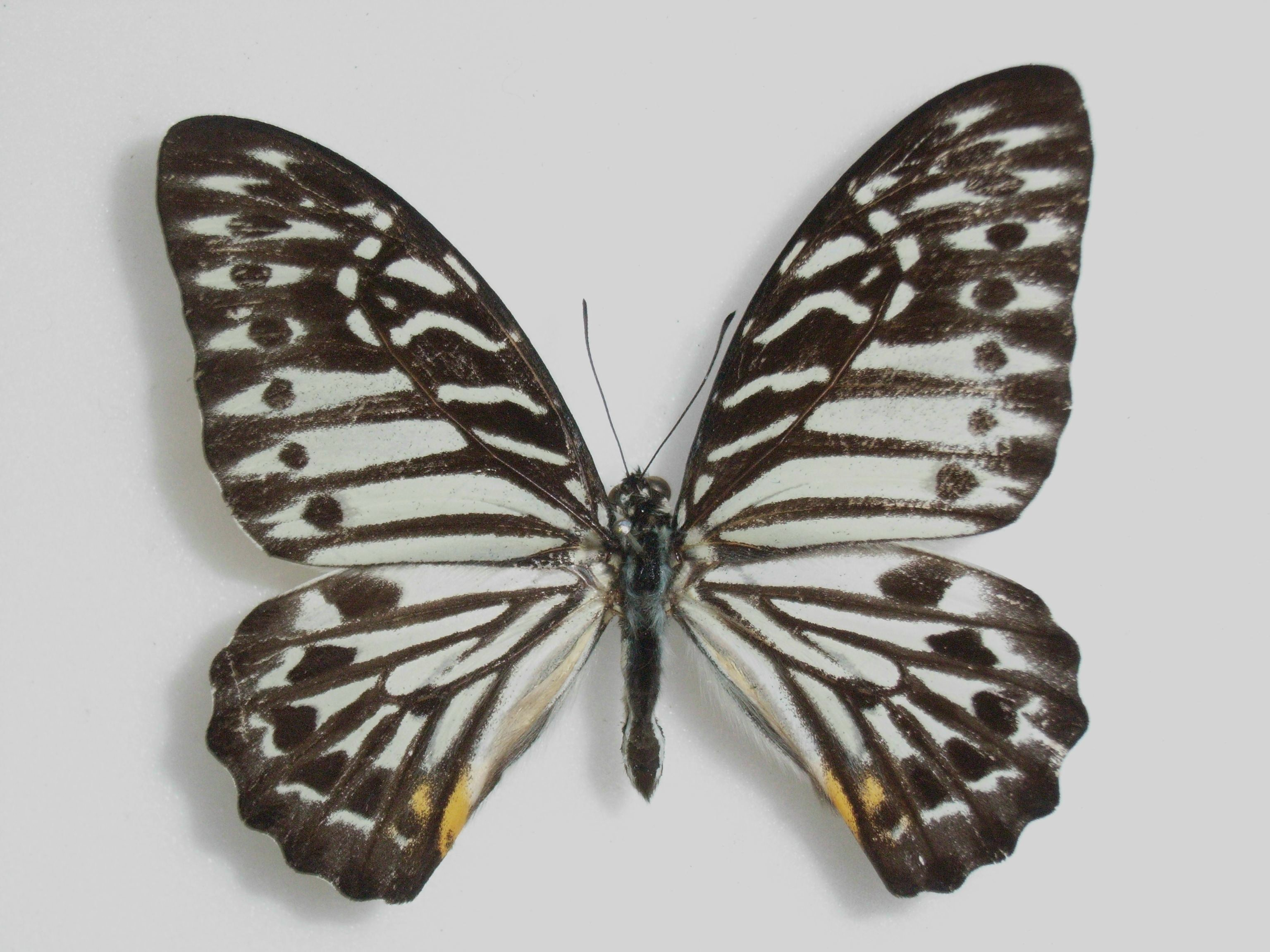